# Pudenziana di Roma
Santa Pudenziana (Roma, ... – Roma, ...; fl. II secolo) è venerata come vergine e martire dalla Chiesa cattolica.
Il periodo in cui è vissuta è ancora oggetto di discussione, ma è solitamente identificato nel II secolo, forse al tempo di Antonino Pio (138-161). È spesso accompagnata dalla sua presunta sorella, santa Prassede, anch'ella martirizzata poco dopo di lei.

## Biografia
Le notizie biografiche su Pudenziana derivano da alcuni "Leggendari" romani, ossia racconti composti tra il V e il VI secolo, particolarmente diffusi in epoca medievale, secondo i quali avrebbe subito il martirio a soli sedici anni.
I "Leggendari" romani la dicono figlia di Pudente e Savinilla, e sorella di Timoteo, Novato e di Prassede, tutti poi canonizzati dalla Chiesa cattolica.